# Biochemia Stryera
Biochemia (ang. Biochemistry) – podręcznik do biochemii autorstwa Luberta Stryera, Jeremy’ego Berga i Johna Tymoczko. Polskie tłumaczenia zwyczajowo są nazywane Biochemią Stryera.
Najnowsze oryginalne anglojęzyczne wydanie to wydanie 7. z końca 2010 roku. Jego autorami, począwszy od 5. oryginalnego wydania anglojęzycznego są Lubert Stryer, Jeremy M. Berg i John L. Tymoczko. Pierwsze wydanie ukazało się w 1975 roku. Pierwsze cztery oryginalne wydania anglojęzyczne były dziełem tylko Luberta Stryera. Autor otrzymał w 2006 roku National Medal of Science w dziedzinie biologii, między innymi za napisanie "podręcznika do biochemii, który inspiruje miliony studentów".
Podręcznik tłumaczony jest na język polski od ponad dwudziestu lat i wydawany przez Wydawnictwo Naukowe PWN. Najnowsze polskie wydanie to wydanie 4. pochodzące z 2009 roku oparte na 6. oryginalnym wydaniu anglojęzycznym z 2006 roku. 
Ci sami trzej powyżsi autorzy są również twórcami innej odmiany podręcznika do biochemii, nieco krótszego, zatytułowanego Biochemia. Krótki kurs (Biochemistry: A Short Course), także tłumaczonego na język polski i wydawanego przez Wydawnictwo Naukowe PWN, którego 1. najnowsze wydanie polskie pochodzi z roku 2013 i jest oparte na ostatnim 2. oryginalnym wydaniu anglojęzycznym z końca 2011 roku.